# Caps Brothers Manufacturing Company
Caps Brothers Manufacturing Company war ein US-amerikanischer Hersteller von Automobilen.

## Unternehmensgeschichte
Die Brüder Caps betrieben in Kansas City in Missouri das Unternehmen zur Herstellung von Druckmaschinen. 1902 stellten sie einen Personenkraftwagen her, dem bis 1905 einige weitere folgten, die in der näheren Umgebung verkauft wurden. Der Markenname lautete Caps. Bis 1905 suchten sie Geldgeber zur Gründung eines Unternehmens für die Fahrzeugherstellung.
1905 entschied sich eine örtliche Bank zur Hilfe. Die Farmer’s Auto-Motor Car Company im gleichen Ort wurde gegründet. Bankleute übernahmen die Führung. F. Burleigh Johnson wurde Präsident, während J. K. Hudson ebenfalls in leitender Position tätig war. Ein Werk in Kansas City wurde zur Produktion ausgewählt. Bereits kurz nach Beginn der Produktion beschlossen die Bankleute die Trennung von den Brüdern Caps. Die Kansas City Motor Car Company übernahm das Werk.

## Fahrzeuge
Das erste Fahrzeug hatte einen luftgekühlten Zweizylindermotor mit 14 PS Leistung. Der Aufbau als Runabout bot Platz für zwei Personen. Darauf folgten mehrere Tonneaus mit seitlichem Einstieg.